# Billiat

Billiat este o comună în departamentul Ain din estul Franței.